# Great Wall Motors

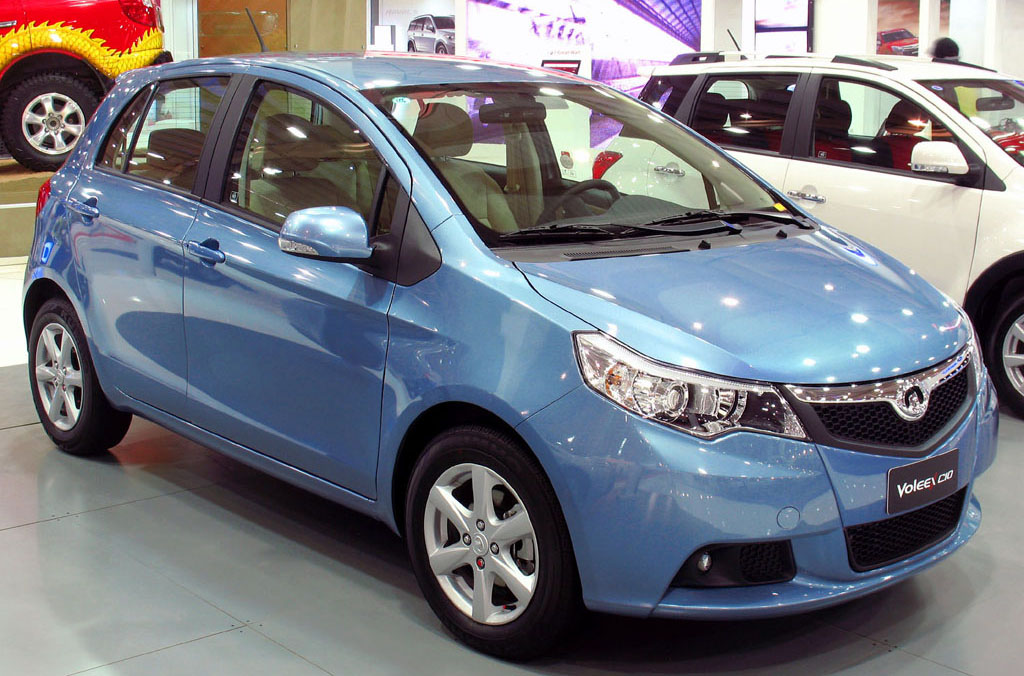
Great Wall Voleex C10

Great Wall Motor Company Limited (GWM, in cinese 长城汽车, in italiano letteralmente Grande Muraglia)  è una casa automobilistica cinese con sede a Baoding, Hebei. Fondata nel 1984, è attualmente l'ottava più grande casa automobilistica in Cina, con 1,281 milioni di vendite nel 2021.
L'azienda produce e vende veicoli con il proprio marchio, come GWM, Haval, Wey, Tank, POER, Ora. Produce anche veicoli elettrici con alcuni dei marchi precedentemente elencati, inclusi marchi EV dedicati come ORA.
L'azienda, che prende il nome dalla Grande Muraglia cinese, è il più grande produttore cinese di veicoli sportivi (SUV) e pick-up. Nel 2021, è stato il terzo produttore cinese di veicoli elettrici plug-in nel mercato cinese, con il 4% della quota di mercato, vendendo con marchi come Ora e Haval.

## Storia
Fondata nel 1984, come Baoding Great Wall Motor Industry Company ha cambiato nome varie volte, passando da GW Motor Group del 1998 a Baoding Great Wall Motor Company Limited nel 2001 e al nome attuale nel 2003, nel momento in cui fu la prima società automobilistica cinese ad essere nel mercato azionario di Hong Kong, ottenendo 1,7 miliardi di dollari di investimento finanziario. Con 10 anni di rapida crescita, GWM è diventato il più grande contribuente consecutivamente per 3 anni nella città di Baoding il cui governo detiene il 30% del capitale sociale mentre il proprietario Wei Jianjun detiene il 40%.
È fra le prime 500 imprese della Cina dal 2004 e uno dei maggiori marchi nel mercato nazionale automobilistico.
GWM vende autovetture in 60 paesi (per lo più paesi in via di sviluppo) e le esportazioni rappresentano circa un terzo delle vendite. Durante il 2010 la produzione Great Wall si è basata al 70% su veicoli commerciali e fuoristrada; il restante 30% invece rappresenta utilitarie e piccole berline.
Nel 2010 Great Wall ha avviato un accordo con Litex Motors in Bulgaria per poter produrre 4 modelli di autovetture: Coolbear, Florid, Hover e Steed. Queste auto erano destinate alla vendita soprattutto sui mercati dell'est europeo dove la rete di vendita Great Wall è in espansione ma anche in Italia. Lo stabilimento è frutto di un investimento di 420 milioni di dollari ed ha permesso l'assunzione di 1.800 dipendenti. La casa prevede una produzione per l'anno 2011 di circa 50 000 vetture in prevalenza Suv. La produzione di auto in Bulgaria ha permesso una riduzione dei costi per il trasporto dei veicoli venduti in Europa.
Great Wall inoltre assembla le proprie vetture in numerosi paesi affidandosi a costruttori esterni: in Russia, Vietnam, Indonesia, Iran e Nigeria ad esempio le scocche vengono spedite dalla Cina e assemblate in stabilimenti locali in modo da poter godere di incentivi governativi ed evitare imposte sui beni importati nel paese.
Nel 2013 lancia il marchio Haval destinato a commercializzare in Cina tutti i fuoristrada e SUV che precedentemente erano marchiati Great Wall. Di conseguenza con il marchio della casa madre vengono vendute solo berline, utilitarie e pick-up. Negli anni seguenti il marchio Haval sostituisce la gamma di SUV a marchio Great Wall anche nei mercati esteri. 

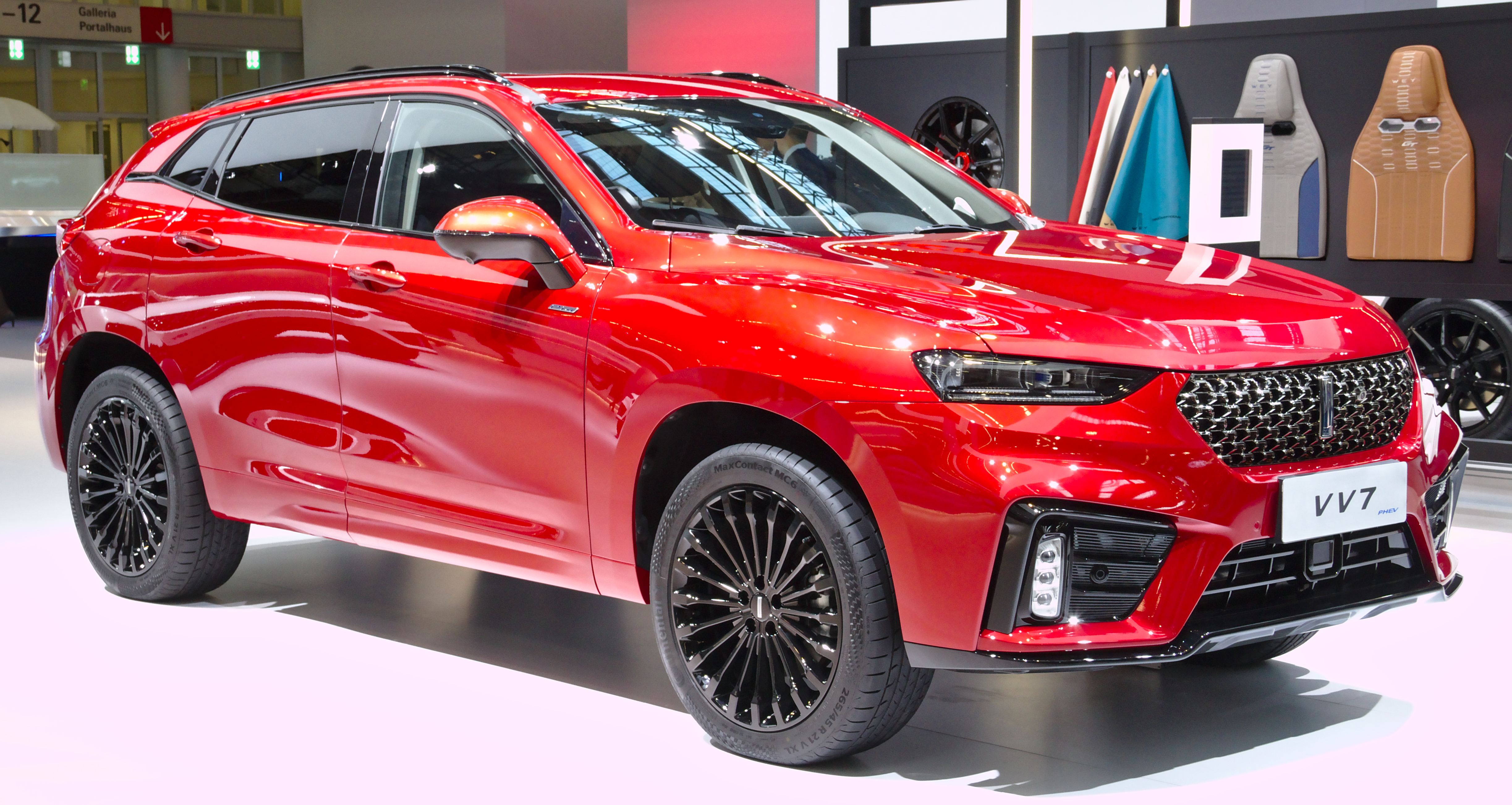
La Wey VV7, crossover del marchio Wey

Nel 2017 presenta in Cina il marchio Wey realizzato per vendere crossover di lusso sul mercato cinese sia ad alimentazione benzina che in versioni elettrificate ibride di tipo ricaricabile. Nel settembre dello stesso anno per promuovere il nuovo marchio vengono esposti alcuni concept car al salone dell’auto di Francoforte. Sempre nel 2017 viene chiusa la fabbrica in Bulgaria a casa di bancarotta e le vetture per il mercato europeo saranno importate dalla Cina.
Nel gennaio 2018 viene annunciata la presentazione del nuovo marchio del gruppo Great Wall denominato Ora; la presentazione avviene al Salone di Pechino e il brand è destinato a vendere sul mercato cinese solo vetture ad alimentazione elettrica. Il primo modello a marchio Ora è la crossover elettrica iQ5 mentre il secondo modello, presentato poco dopo, è la city car R1 che nell’estetica richiama la Smart Forfour.
Nel 2019 viene approvata la joint venture con il gruppo BMW per la produzione dei modelli elettrici a marchio Mini destinati al mercato cinese e la costruzione di un nuovo impianto a Zhangjiagang con un investimento di circa 650 milioni di euro.
Nel gennaio 2020, GWM ha accettato di acquistare lo stabilimento di Talegaon di proprietà di General Motors India con l'obiettivo di produrre e vendere automobili in India. L'accordo è saltato a giugno 2022, a causa del governo indiano che non ha approvato la vendita dell'impianto.
Nel febbraio 2020, GWM ha raggiunto un accordo con General Motors per l'acquisto dello stabilimento General Motors Thailand nella provincia di Rayong.
Nel 2021 viene annunciato l'arrivo ufficiale in Europa con il marchio WEY senza importatori terzi, presentando il modello Coffee 01. Si tratta di un SUV plug-in hybrid con autonomia in elettrico di 150 km grazie alla batteria da 41,8 kWh e ad una potenza complessiva di 475 CV con coppia massima di 847 Nm.

## Questioni legali
Nel dicembre 2006 GWM ha introdotto sul mercato cinese la Peri (chiamata Jing Ling in Cina) una copia della Fiat Panda soprattutto nella fiancata e negli interni. L'azienda torinese ha intrapreso due azioni legali ottenendo il blocco delle importazioni di tale modello in Europa, ma non la fine della produzione in Cina. Inoltre la Peri, non solo è una copia stilistica della Panda, ma nella coda la piccola vettura copia numerosi elementi (come i fanali e il portellone) dalla Nissan Note.
Nel 2012 sono state anche trovate componenti in amianto che hanno portato a richiamare alcune migliaia di auto in Australia o a indagini legali in corso per verificarne l'effettiva presenza. In Italia il numero di auto importate accertate dalla procura di Torino erano circa 4500.